# میگل ماسانا
میگل ماسانا (انگلیسی: Miguel Massana؛ زادهٔ ۱۱ مهٔ ۱۹۸۹) بازیکن فوتبال اهل اسپانیا است.